# Пападам

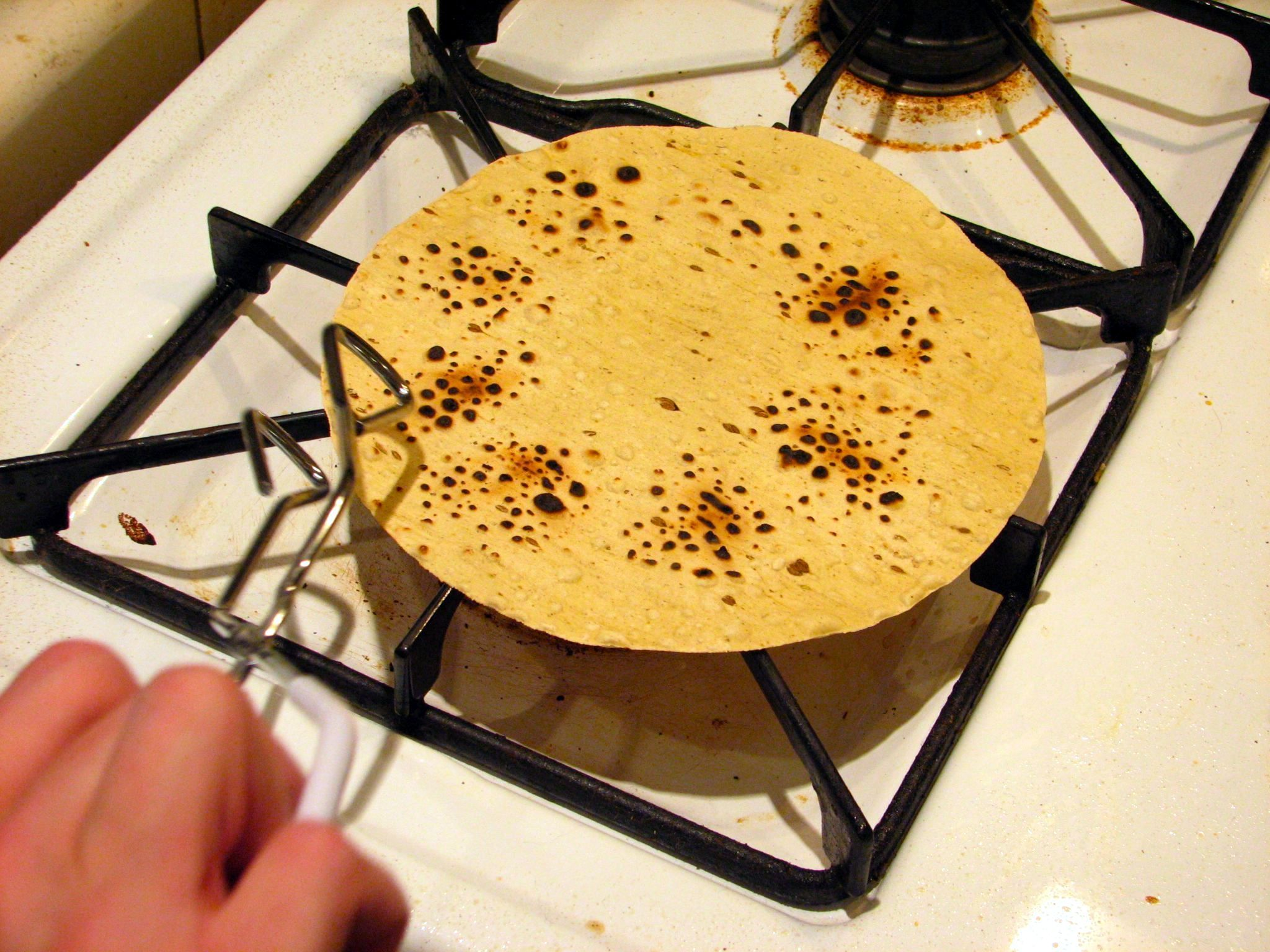
Приготовление пападама на газовой плите

Пападам (там. பப்படம், хинди पापड़, в.-пандж. ਪਾਪਡ, непальск. पापड, гудж. પાપડ, канн. ಹಪ್ಪಳ, бенг. পাপড, малаял. പപ്പടം, телугу అప్పడాలు) — очень тонкая круглая выпечённая лепёшка из чечевичной муки.
Этот вид хлебной лепёшки широко распространён в различных регионах Индии и Непала. В Северной Индии она носит название папад, в Южной Индии, у малаяли, она называется паппадам, у каннара — хаппала, у тамилов — аппалам.
Пападам должен быть хорошо поджаренным и хрустящим. Подаётся к блюдам карри, тхали или используется как лёгкая закуска.
Тесто для пападама делается из чечевичной муки или из смеси чечевичной и рисовой муки. Существуют также варианты с использованием гороховой муки. Добавление различных пряностей и трав — перца, паприки, тмина, чеснока и др. придаёт лепёшкам пикантный, острый и ароматный вкус. Пападам приготовляется путём поджаривания тонко раскатанных лепёшек с обеих сторон в горячем масле. Затем он охлаждается на специальной решётке или при помощи впитывающей бумаги. Во избежание слишком высокого содержания жира в лепёшке, её выдерживают при помощи специальной вилки в печи-тандыре либо грилят на решётке или, обрызгав маслом, доводят до готового состояния в микроволновой печи. Однако, считается, что при «нетрадиционных» вариантах приготовления пападам теряет в качестве (неоднородно поднимается тесто и т. п.).
Так как пападам очень быстро подсыхает, готовить его нужно перед самой едой, по крайней мере не ранее 1 часа перед ней.

## Галерея

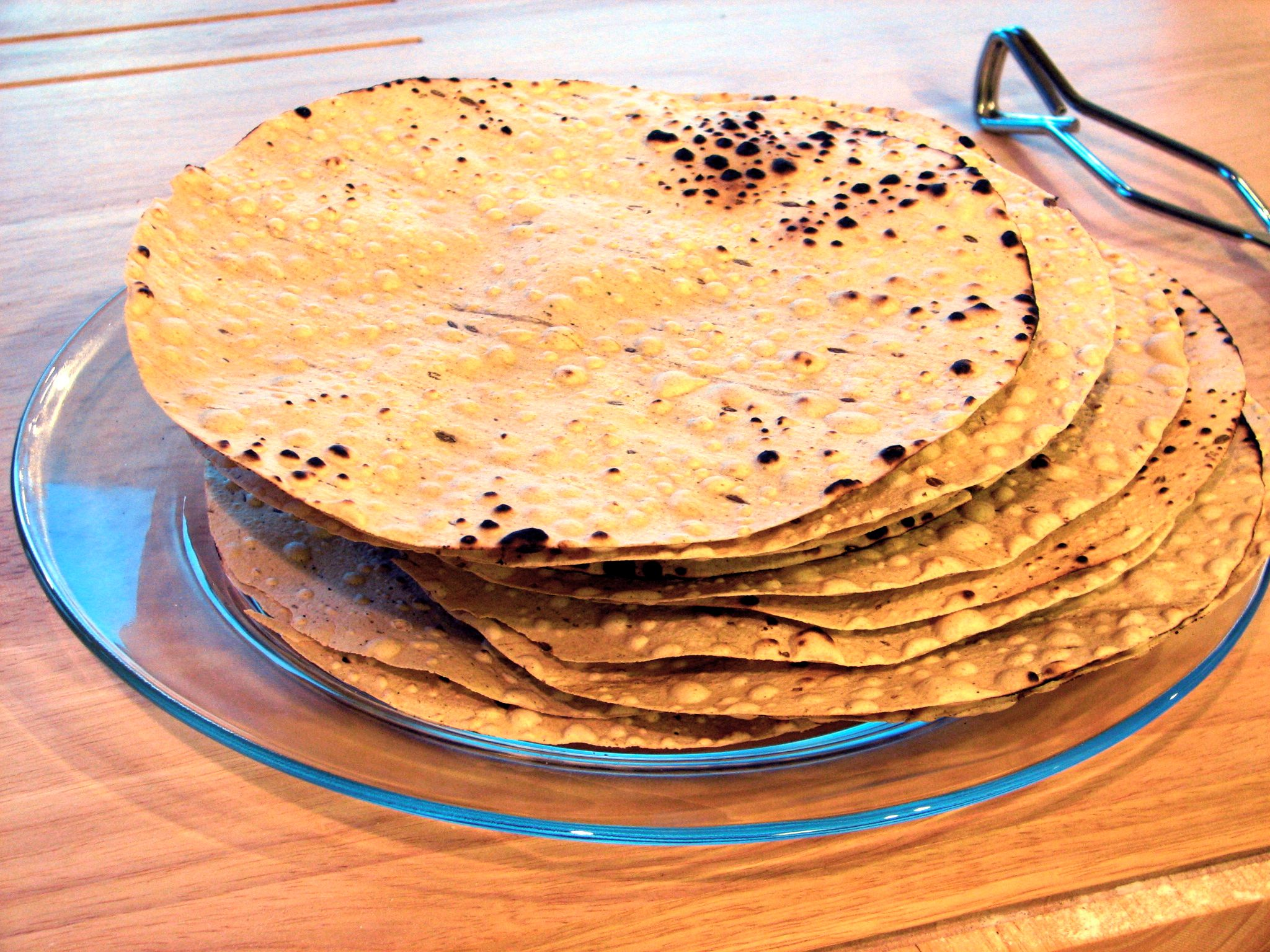
Стопка жареных пападамов, готовых к сервировке
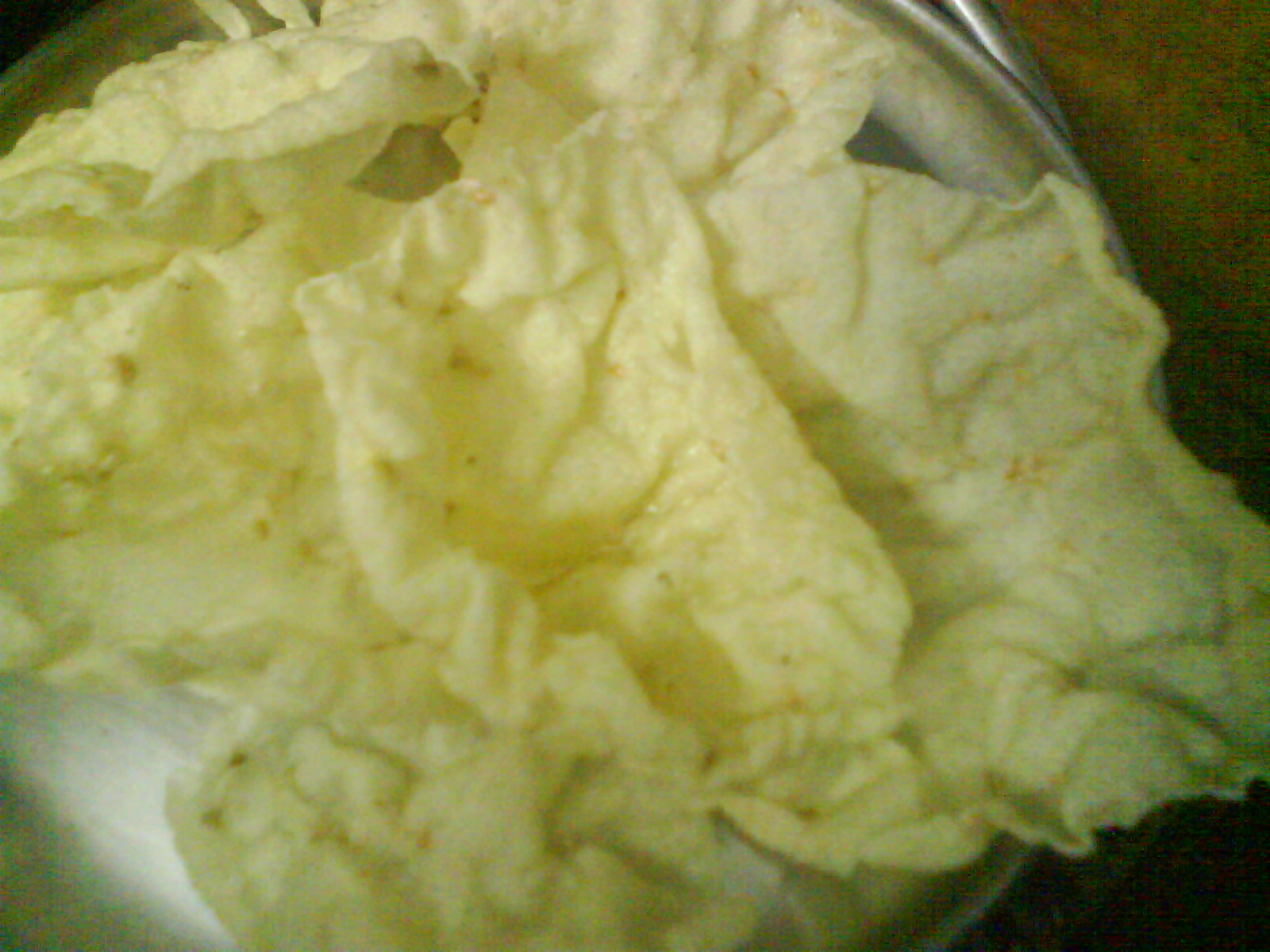
Рисовый пападам
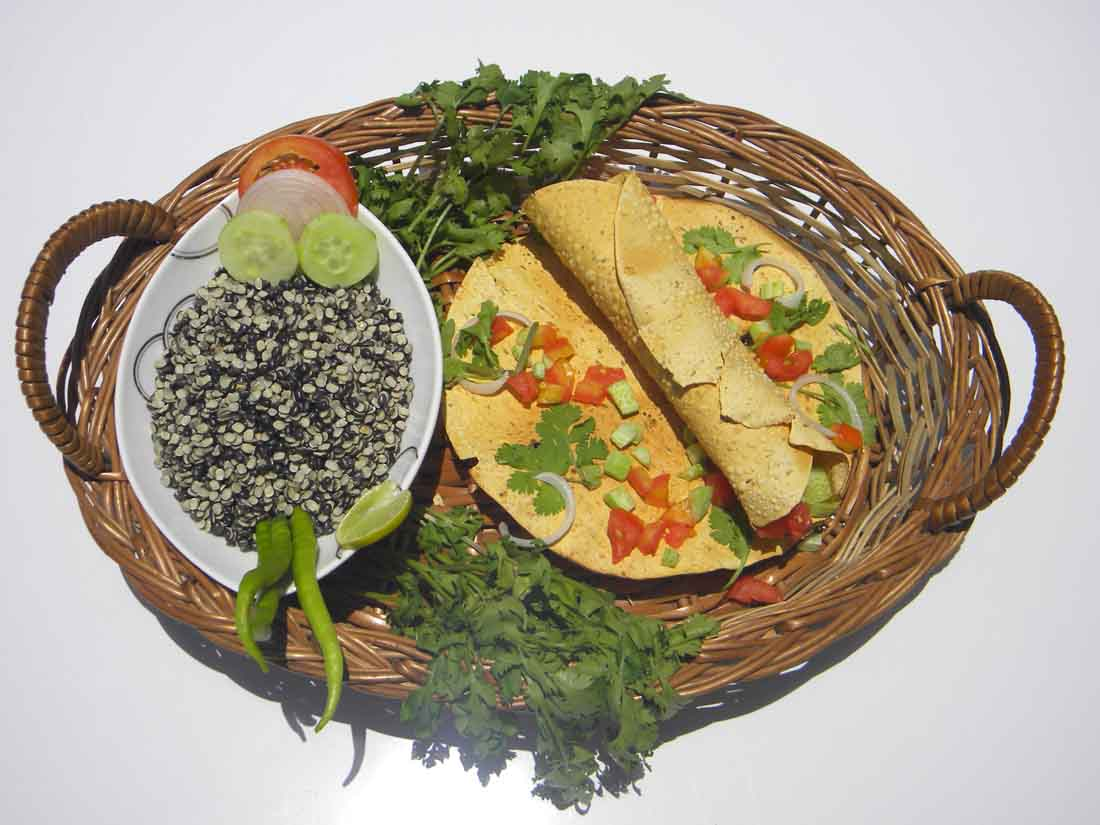
Урадал пападам
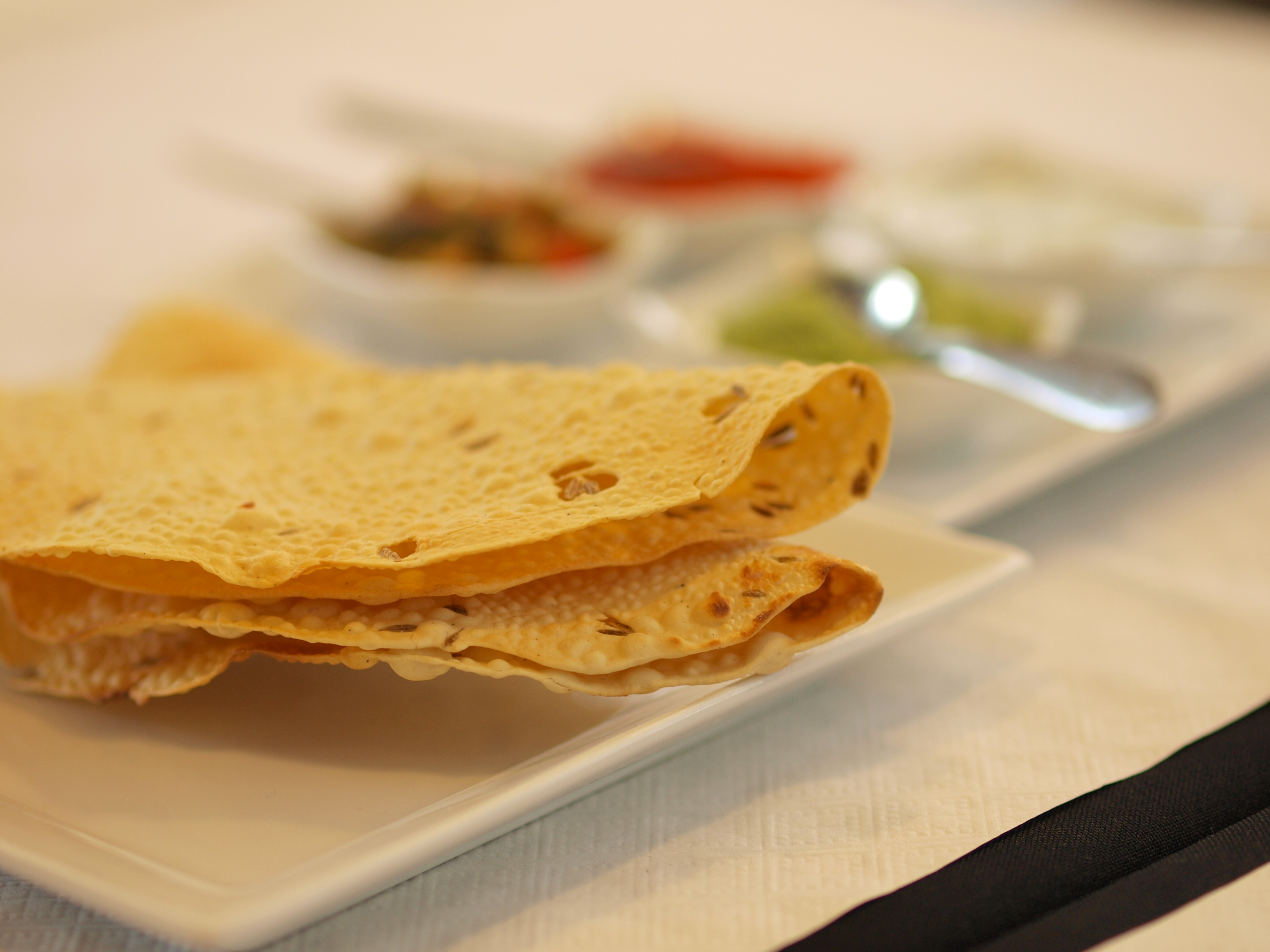
Папарис, поданный в Лиссабоне, Португалия
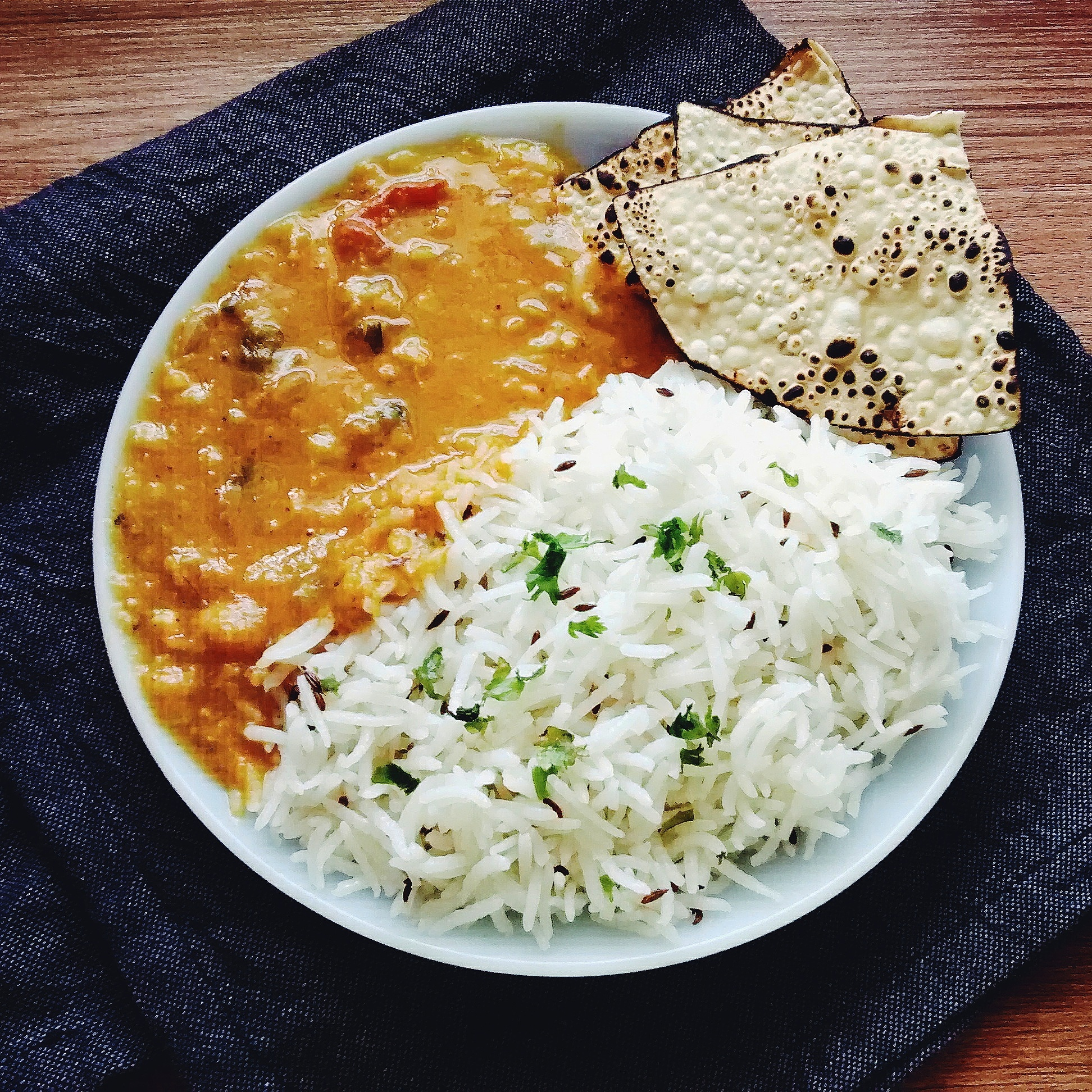
Поджаренный пападам, поданный с далом и рисом
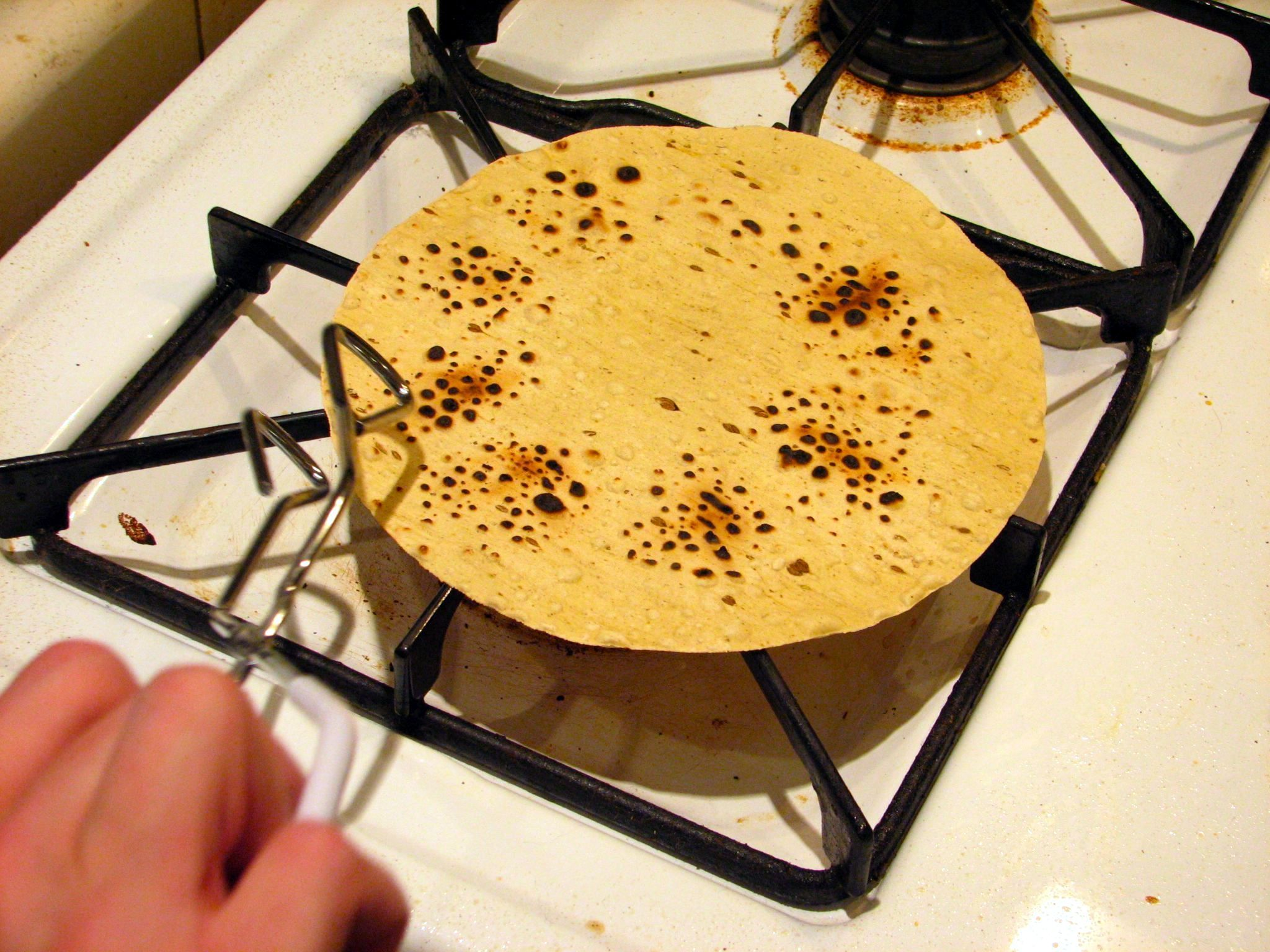
Поджаренный на огне пападам
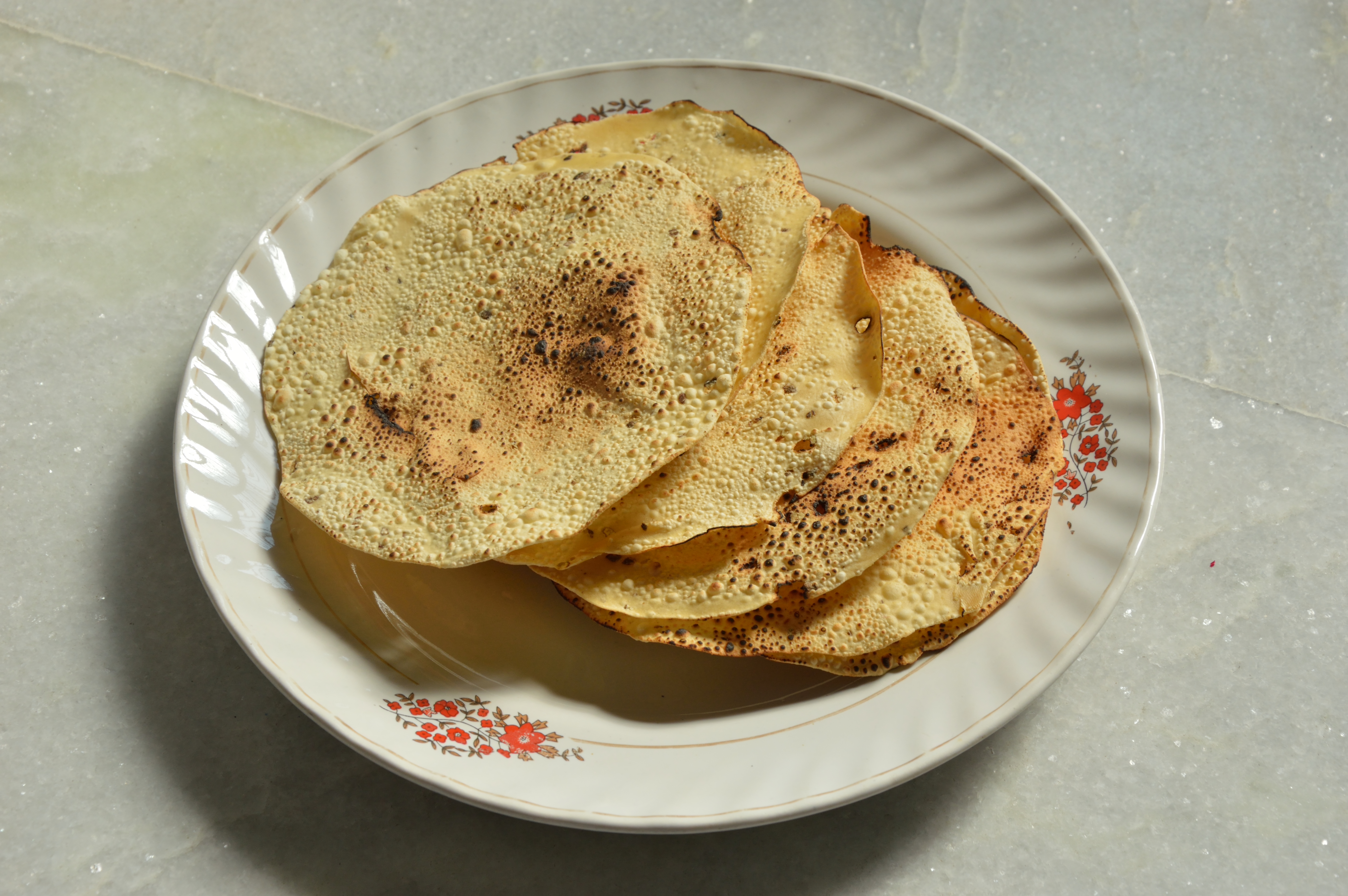
Поджаренный на огне пападам
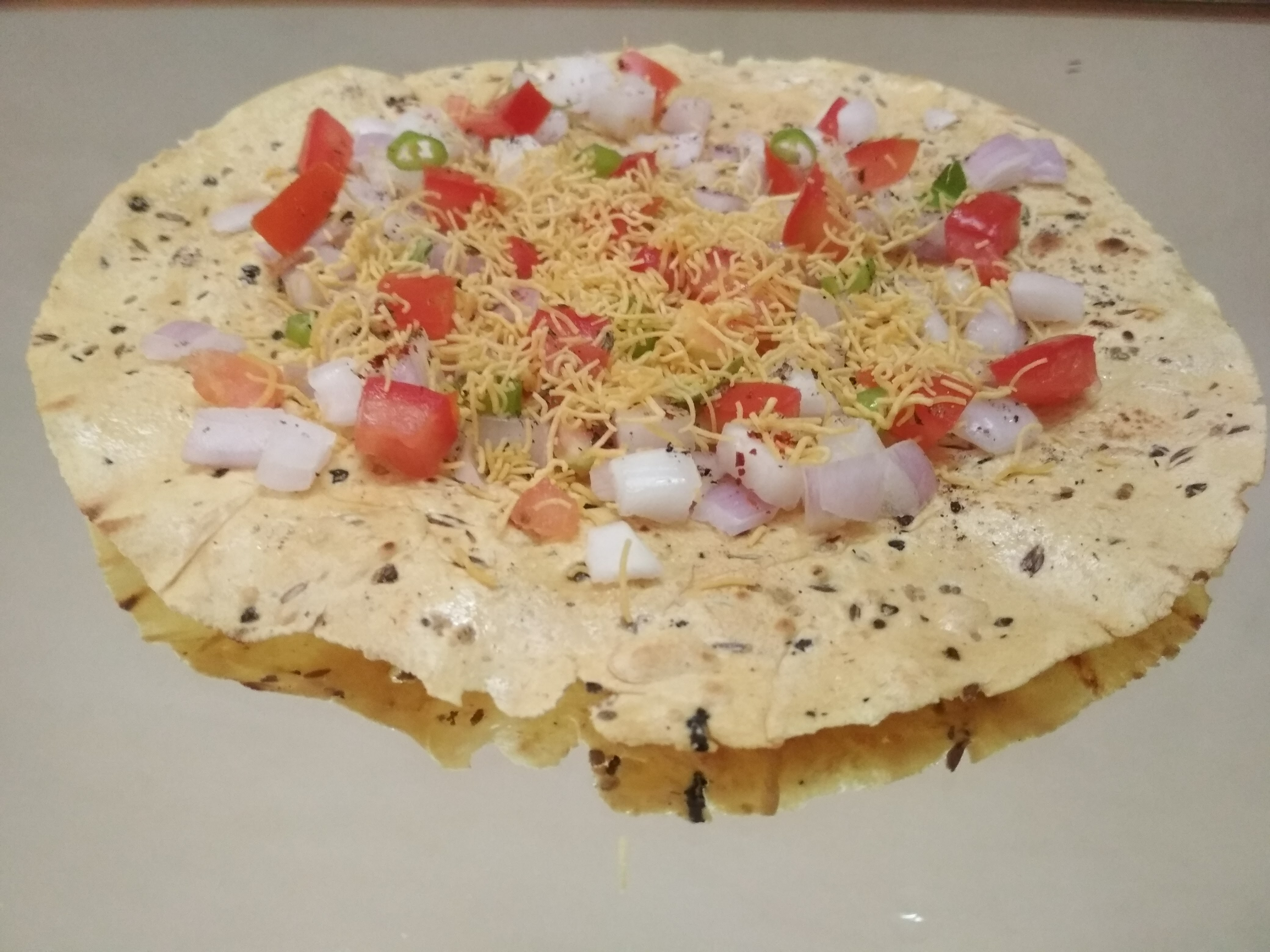
Масала Папад